# Gambaquezonia
Gambaquezonia is een geslacht van spinnen uit de familie springspinnen (Salticidae).

## Soorten
De volgende soorten zijn bij het geslacht ingedeeld:
- Gambaquezonia itimana Barrion & Litsinger, 1995